# Willy Richartz
Willy Richartz, né le 25 septembre 1900 à Cologne et mort le 8 août 1972 à Bad Tölz, est un compositeur et chef d'orchestre allemand.

## Biographie
Richartz a d'abord étudié le droit et a obtenu son doctorat en 1925 à l'Université de Cologne. Il a également étudié la musique au Conservatoire de Cologne. Il travaille ensuite en tant que chef d'orchestre dans des théâtres à Munich et à Berlin. À l'époque du national-socialisme, il est à la tête du Reichssender de Berlin et directeur du l'orchestre de danse de Radio Berlin (Funk-Stunde Berlin).
Après la Seconde Guerre mondiale, il est avec Werner Egk le fondateur de l' Association allemande des compositeurs (Deutscher Komponistenverband). Pour ses services à la réforme du droit d'auteur, il est nommé membre honoraire du GEMA.
En tant que compositeur, il a principalement écrit de la musique populaire et des opérettes. Il est enterré dans le cimetière forestier de Bad Tölz.

## Œuvres principales

### Œuvres orchestrales
- Abends auf dem Niederrhein, valse, op. 14 (1935)
- Verliebter Walzer, op. 61 (1939)
- Liebes Altes Wien, op. 81 (1944)
- Melodienreigen : Welterfolge von Willy Richartz, op. 29 (Nouvelle version en 1963)
- Traum-Melodien, Walzer, op. 26 (1964)
- Bayerische G'schichten, valse
- Frühling an der Bergstraße, valse de concert
- Jahreszeiten der Liebe, valse de concert
- Kapriziöser Walzer (Valse capricieuse)
- Kastagnettenklänge, valse
- Kentucky-Melodie, slow fox
- Man muß wissen, man muß wissen, valse
- Melodien-Reigen
- Rheinische Geschichten, valse de concert, op. 112
- Romantisches Vorspiel, op. 20
- Schwarze Orchideen, tango argentin
- Sheila-Waltz, op. 59
- Südwind, tango

### Œuvres pour orchestre de cuivres
- Bayerische G'schichten, valse, op. 9 (1932)
- Kleines Menuett (1954)
- All Hands (Marinemarsch)
- Isarwinkler Schützenparade, marche
- Mädels, jetzt ist Damenwahl, chanson du film : Oberwachtmeister Schwenke

### Opérettes
- Heut tanzt Gloria, en 3 actes - Livret de Max Wallner et Kurt Feltz (1939)
- Die tanzende Helena, en 3 actes - Livret de Leo Lenz et Richard Bars (1941)
- Bei der Wirtin "Zum weißblauen Kranzerl" - Livret de Otto Willner et P. Paul Althaus
- Kölnisch Wasser - Livret de Ch. Amberg

### Musique vocale
- Abends, wenn im Hafen, all die anderen Leute längst schlafen (Hein spielt abends so schön auf dem Schifferklavier), du film: "Kick um Jolanthe" pour voix et accordéon - Texte : Peter Kirsten (1934)
- Ich bin in einen Mund verliebt, de l'opérette : Die tanzende Helena pour voix et orchestre - Texte : Richard Bars (1941)
- Ich träum' beim ersten Kuß von dem zweiten Kuß, chanson de tango et piano - texte : Kurt Feltz
- In der "Krone" ist großer Manöverball, marche foxtrot pour chanter, chœur chanté et orchestre - texte : Peter Kirsten
- Jahreszeiten der Liebe, pour soprano et orchestre - Texte : Günther Schwenn
- Leise klingt eine Melodie, valse lente pour chant, chœur mixte et orchestre (ou piano) - Texte : Peter Kirsten
- Mädels, jetzt ist Damenwahl, slow fox du film: Oberwachtmeister Schwenke pour voix et piano, texte : Klaus S. Richter
- Marietta,  paso doble pour chant et guitare
- Mein Herz sucht eine Königin, Tango pour voix et piano - Texte : Bruno Balz
- Mit verliebten Augen geseh'n, pour chant et piano
- Vater ist Soldat, mein Kind, pour chant et piano - Texte : Werner Plückner
- Wein am Rhein (Es wird noch Wein am Rhein in hundert Jahren geben), chanson de valse de l'opérette Kölnisch Wasser pour voix (ténor) et orchestre (ou piano)
- Wovon kann der Landser denn schon träumen,  chanson avec piano - Texte : Werner Plückner
- Zu jeder Lederhose gehört ein Dirndlkleid, fox trot pour voix et piano - Texte : Ch. Amberg

### Œuvres pour piano
- Villa Borghese. Ein Eindruck (1955)
- Bayerische G'schichten, valse
- Frühling an der Bergstraße
- Kleines Menuett
- Rheinhessische Volkstänze, op. 69

### Musique de film
- Krach um Jolanthe (1934)
- Oberwachtmeister Schwenke (1934)
- Skandal um den Hahn (1938)
- Die Pfingstorgel (1938)
- Wenn Männer verreisen (1939)
- Tip auf Amalia (1939)
- Der dunkle Punkt (1940)
- Im Banne der Madonna (Der Bildschnitzer vom Walsertal) (1951)

## Sources
- (de) Cet article est partiellement ou en totalité issu de l’article de Wikipédia en allemand intitulé « Willy Richartz » (voir la liste des auteurs).